# J-2ロケットエンジン

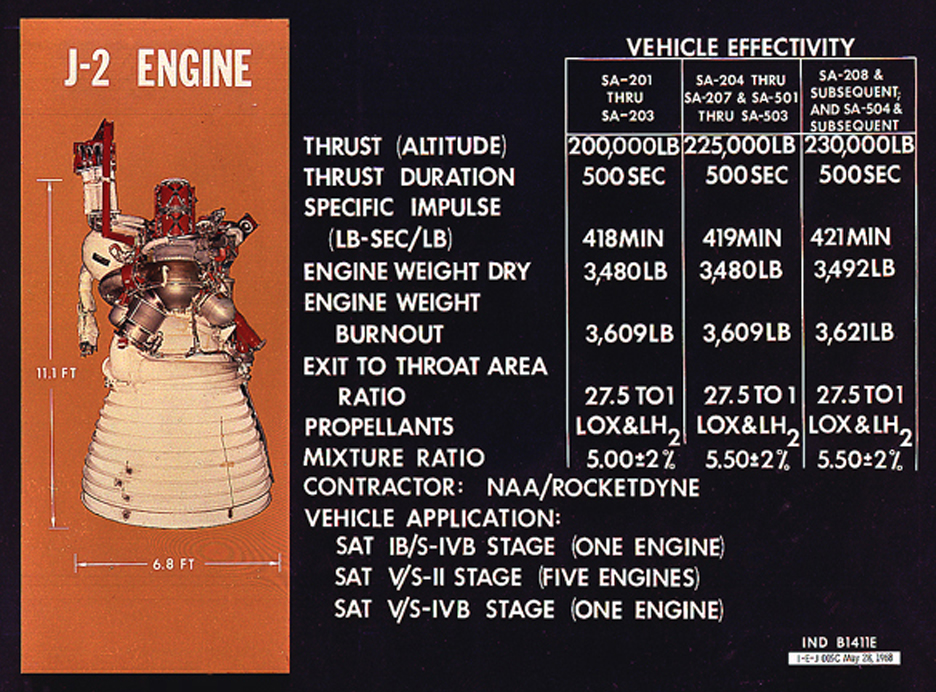
J-2エンジン詳細

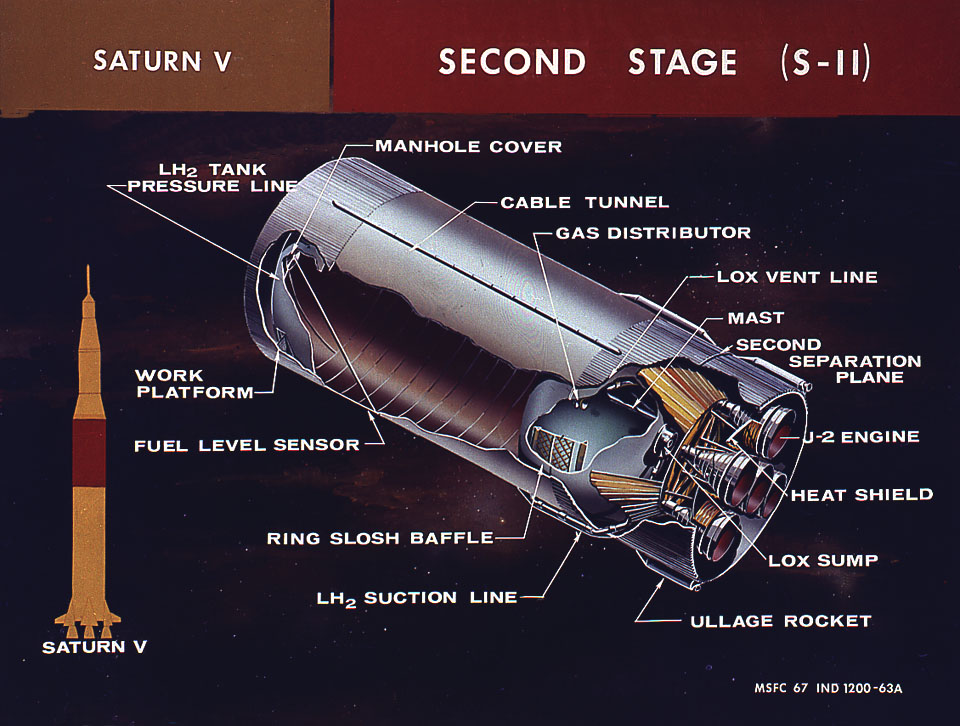
J-2エンジンを5基搭載したサターンV ロケット二段目（S-II）

J-2ロケットエンジンは、アメリカ合衆国で開発された液体燃料ロケットエンジン。ロケットダイン社が製造し、スペースシャトルのメインエンジン（Space Shuttle Main Engine, SSME）が誕生するまでは、アメリカ合衆国で最大出力の液体水素を燃料とするロケットエンジンであった。またNASAの中止されたコンステレーション計画において、アレスI およびアレスV の二段目ロケットとして運用することが予定されていた。

## 概要
J-2はサターンIB 型ロケットおよびサターンV 型ロケットの主要な構成部分であり、S-II（サターンV 第二段）には5基、S-IVB（サターンIB 第二段およびサターンV 第三段）には1基が使用された。計画のみで終わった、サターンVよりも大型のノヴァ・ロケットの上段では、より多くのJ-2を使おうという提案もあった。
エンジンの推力は 1,033.1 kN (232,250 lbf)、比推力(Isp)は真空中で421秒(4.13 km/s) (または海面高度で200秒(2.0 km/s))で重量は約1,788kg (3,942 lb)である。サターンVの2段目であるS-IIには5基、サターンIBとサターンVの両方の上段であるS-IVBには1基が使用された。
提案では同様に既存のJ-2エンジンをより大型のロケットであるNovaの上段に複数使用する計画もあった。J-2はアメリカにおいてSSME(RS-25)以前には最も量産された液体水素を燃料とするロケットであり、近代化されたJ-2XがNASAのスペースシャトルを代替するスペース・ローンチ・システムの地球離脱ステージでの使用が見込まれる。
J-2エンジンの最大の特徴は、当時運用中だった多くの液体燃料ロケットエンジンとは異なり、宇宙空間で再点火することが可能であるということである。サターンVの3段であるS-IVBでは飛行中に停止後1度再着火するように設計された。最初の約2分間の燃焼でアポロ宇宙船は待機軌道へ投入される。乗員による宇宙船の点検後、宇宙船は通常の運航になり、J-2は再着火され6.5分間燃焼し、宇宙船を加速させ地球の引力圏を脱出して月へ向う遷移軌道へ投入する。

## 要素

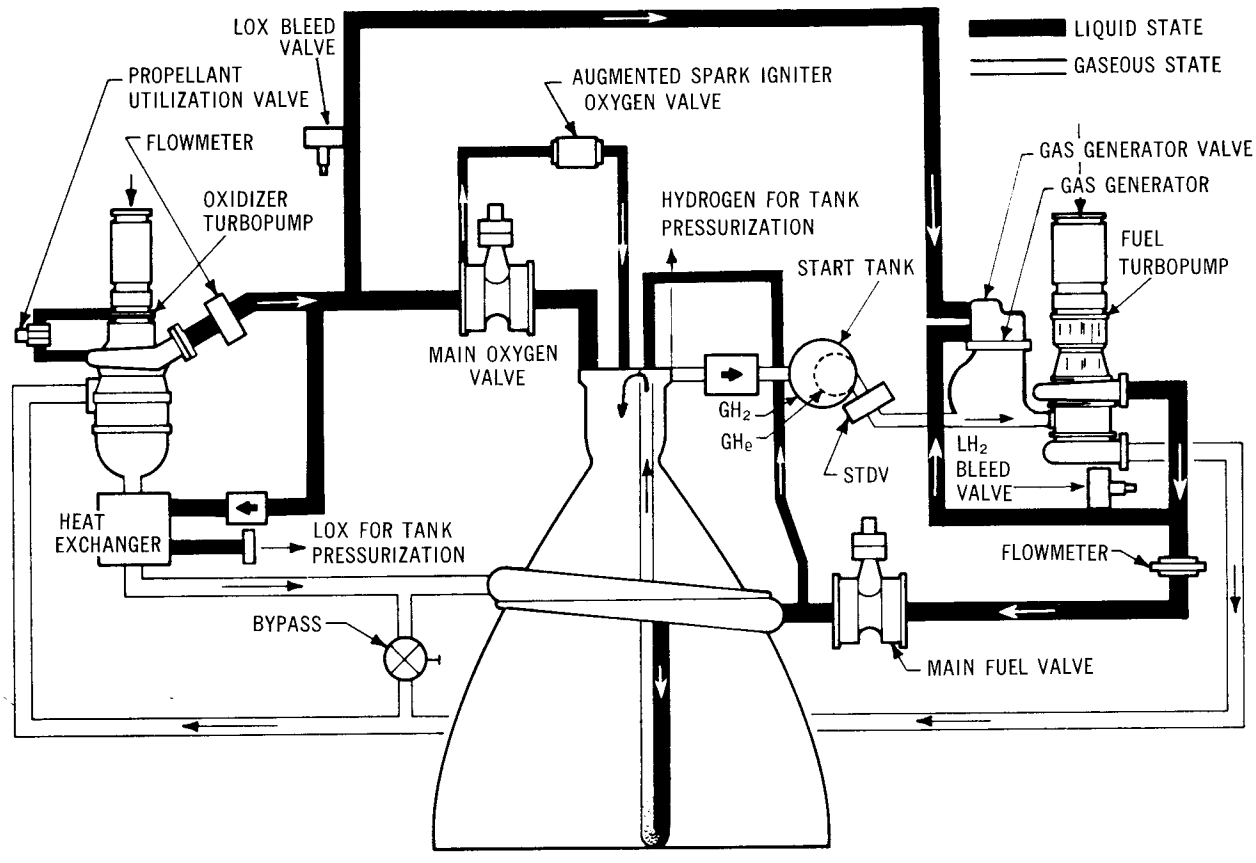
J-2エンジンの推進剤の流れを示した模式図

### 燃焼器とジンバルシステム
J-2の燃焼器はエンジンの中心に位置して燃焼器本体、噴射器とドーム、点火器とジンバル軸受けから構成される。
燃焼室は厚みが0.30ミリメートル (0.012 in)のステンレス鋼の管を束ねてろう付けによって一体化されている。燃焼室は釣鐘状で高高度においてより効率的な運転のために膨張面積比が27.5:1となっており、燃料による再生冷却である。燃料は燃焼室の中間のマニホールドから入り、6,900 kPa (1,000 psi)以上の圧力で出る。燃焼室で点火され加速された高温のガスが噴出する事で推力が生じる。
噴射器にはターボポンプからの圧力がかかり、燃焼に最適な比率で混合する。614個の酸化剤と燃料噴射装置は同心円状に配置される。噴射器の先端は多孔で周囲が噴射器本体に溶接されたステンレスの金網を積層して形成された。噴射器は液体酸素をドームのマニホールドを通して燃焼室内の燃焼領域に向けて噴射する。
推力は高負荷(140,000 kPa)がかかり球面で構成される自在継ぎ手で構成されるジンバルを通して伝達される。これは軸受けの表面をテフロン/グラスファイバーで被覆する事によって潤滑材無しでも低摩擦であった。
ジンバルには横方向の調節装置が備えられておりこれによって燃焼室の位置をずらす事によって推力の向きを変えて姿勢制御を行った。

### 推進剤供給装置
推進剤供給装置は燃料(液体水素)用と酸化剤(液体酸素)用のターボポンプ、バルブ、燃料と酸化剤の流量計と配管から構成される。ターボポンプの軸受けは極低温下の為、潤滑材や他の流体を潤滑に使用できないので加圧された液体水素や液体酸素を潤滑に使用する。

## J-2S
J-2エンジンの性能を向上させる実験計画は、1964年にJ-2Xという名称でスタートした（後に同名の全く異なる計画が行なわれたため、しばしば混同される）。原型のJ-2からの主な変更点は、燃料の供給システムをガス発生器サイクル（Gas Generator Cycle）からタップオフサイクル（tap-off cycle）に変更したことである。
一般に液体燃料ロケットエンジンは、毎秒数百リットル以上もの燃料や酸化剤を消費するため、それらをタンクから燃焼室に送るための強力な動力が必要になってくる。ガス発生器サイクルは最も基本的なシステムで、ポンプの出口から燃料と酸化剤の一部を取り出し、別に設置したガス発生器の中で燃焼させ、その排気ガスによってポンプに直結したタービンを駆動するというものである。使用済みの排気ガスはノズルの中に排出され、推力として還元される。
これに対し、タップオフサイクルは主燃焼室にあたかも蛇口（tap）を設置するようにして直接燃焼ガスの一部を取り出し、タービンを駆動させるものである。これによって、主燃焼ガスの半分以下の温度の燃焼ガスを利用でき、ガス発生器を設置する必要がなくなるというメリットがある。またエンジンを構成する部品が少なくなるため、各種装置の始動のタイミングが的確になり、点火もしやすくなる。
さらに、J-2では液体水素と液体酸素の混合比率を変えることで燃焼圧力を的確に変化させる推力調整機能が追加されたことにより、幅広い打ち上げ計画に柔軟に対応できるようになった。また無重力状態の軌道上で、燃焼前に燃料をタンクの底に押しつけ、エンジンに送り込むために微少な推力を発生させる「アイドリング・モード」も新規に追加された。
実験段階でロケットダインは試作品J-2Sを6基製作し、それらは1965年から1972年にかけ、のべ30,858秒（8時間34分18秒）にわたり燃焼試験が行なわれた。しかし、アポロ計画が中止されサターンロケットの発注がなくなったために、J-2Sの開発も取りやめになった。その後もNASAはJ-2Sをアポロ以外の様々な計画に使用することを検討し、スペースシャトルの初期の概念図では5基のJ-2Sを搭載したイラストなども描かれていたが、実現されることはなかった。

## J-2T
J-2Sの開発計画が進行している間、NASAはJ-2Sにターボマシンと、空力的な効果を考慮に入れたエアロスパイク・ノズルを搭載して性能を向上させたモデルについても検討していた。推力90トンを発揮するJ-2T-200kと、推力113トンを発揮するJ-2T-250kの二種類の試作品が製作され、J-2Sと同様長時間にわたって燃焼試験が行なわれたが、アポロ計画の中止によって取りやめになった。

## J-2X

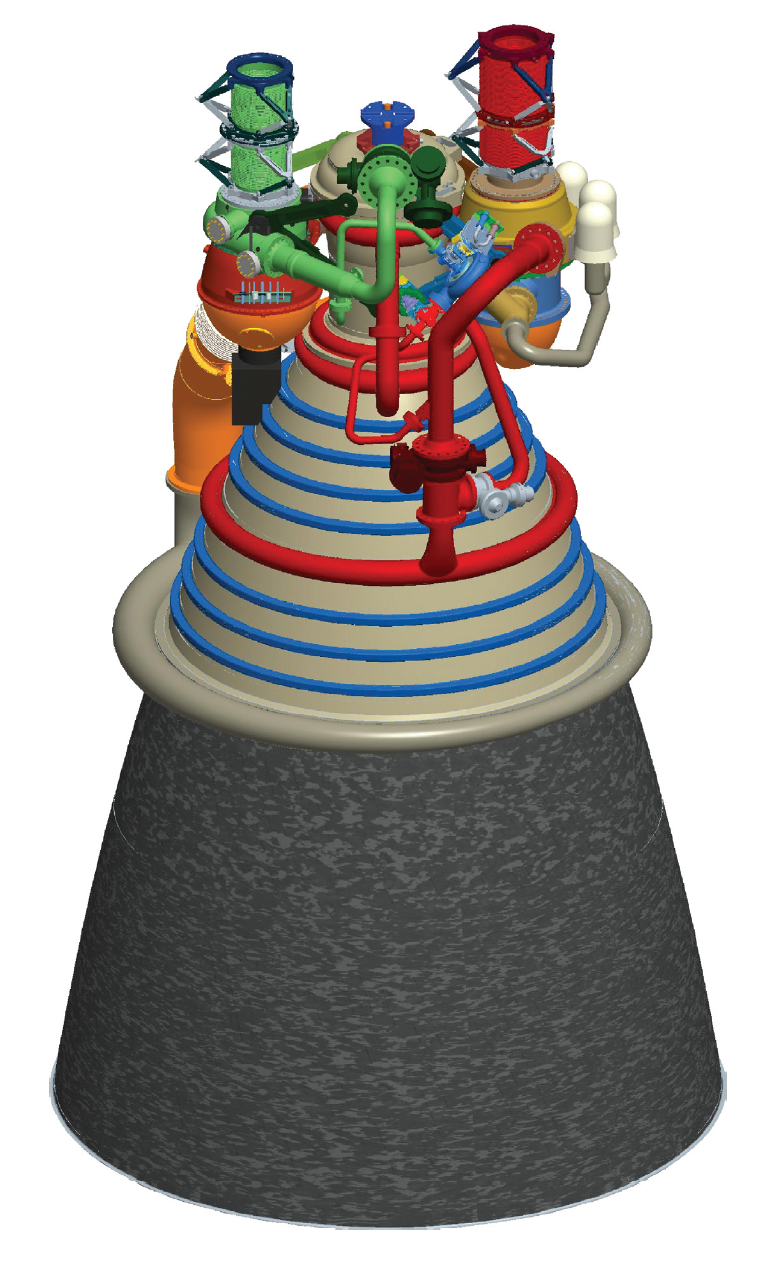
J-2X概念図

コンステレーション計画におけるアレスI ロケットの二段目に、どのエンジンを使用するかという点については、NASAも考慮を重ねた。当初はスペースシャトルのメインエンジンであるSSMEを使うことも考えられたが、SSMEは地上で点火するように設計されている。それを宇宙空間で点火するように設計し直し、さらに燃焼試験なども一からやり直すことの手間暇を考えると、J-2を改良して推力を133トンにまで向上させたJ-2Xを使用したほうがよいとNASAは判断した。
この決定は2006年2月18日になされ、原案では地球脱出用ロケットに2基のJ-2Xが搭載されることになっていた。これにより、アレスI は2010年にシャトルが退役してから3年以内に、オリオン宇宙船は2014年までに発射が可能になると予想されていた。さらにJ-2Xを、宇宙船打ち上げ用のアレスI と貨物打ち上げ用のアレスV の両方に使うことにすれば、開発の手間はさらに省けることになる。そこで2007年8月23日にステニス宇宙センター（Stennis Space Center）に高高度環境下での燃焼試験台が建設され、J-2X開発のために2007年12月から2008年5月にかけて、旧式のJ-2エンジンの燃焼試験が行われた。
新しいJ-2Xは、アポロ計画で使用された原型のJ-2よりもはるかに効率的でシンプルな構造になっており、またコストの面においても、シャトルのSSMEよりもずっと安上がりになるように設計されている。燃料ポンプの駆動には、上記のガス発生器サイクルが使用される。
2007年7月16日、NASAはロケットダイン社と、アレスI およびアレスV ロケットの上段に使用するJ-2Xのデザイン・開発・試験・評価に関する総額12億ドルの契約を正式に交わした。同年9月8日には、ロケットダインはJ-2Xで使用されるガス発生器の試験が順調に行なわれたことを表明した。順調に進めば2010年に最初の燃焼試験を行う予定だった。
しかしその後、コンステレーション計画が中止になってアレスロケットがキャンセルされた事により、J-2Xは使い道が無くなってしまった。2014年に、開発試験が終了した後は使い道がないため倉庫入りとなる。NASAは火星ミッションが当分実現できないため、他のミッションへの転用の道を模索しているが、スペース・ローンチ・システム(SLS)はJ-2Xではなく、RL-10エンジンを上段ステージで使う方向になっており、使い道がなくなっている。J-2Xエンジンは上段ロケットとしてはパワーがありすぎ、SLSを火星ミッションに使わないのであれば、RL-10エンジンを3から4基使えば間に合うというのが理由。

## 要目

### J-2
推力（高々度）：90トン（890kN）

燃焼時間：500秒

乾燥重量：1,579kg

装備重量：1,637kg

ノズル圧力比：27.5対1

燃料/酸化剤：液体水素/液体酸素

混合比：5.50

製作：ロケットダイン社

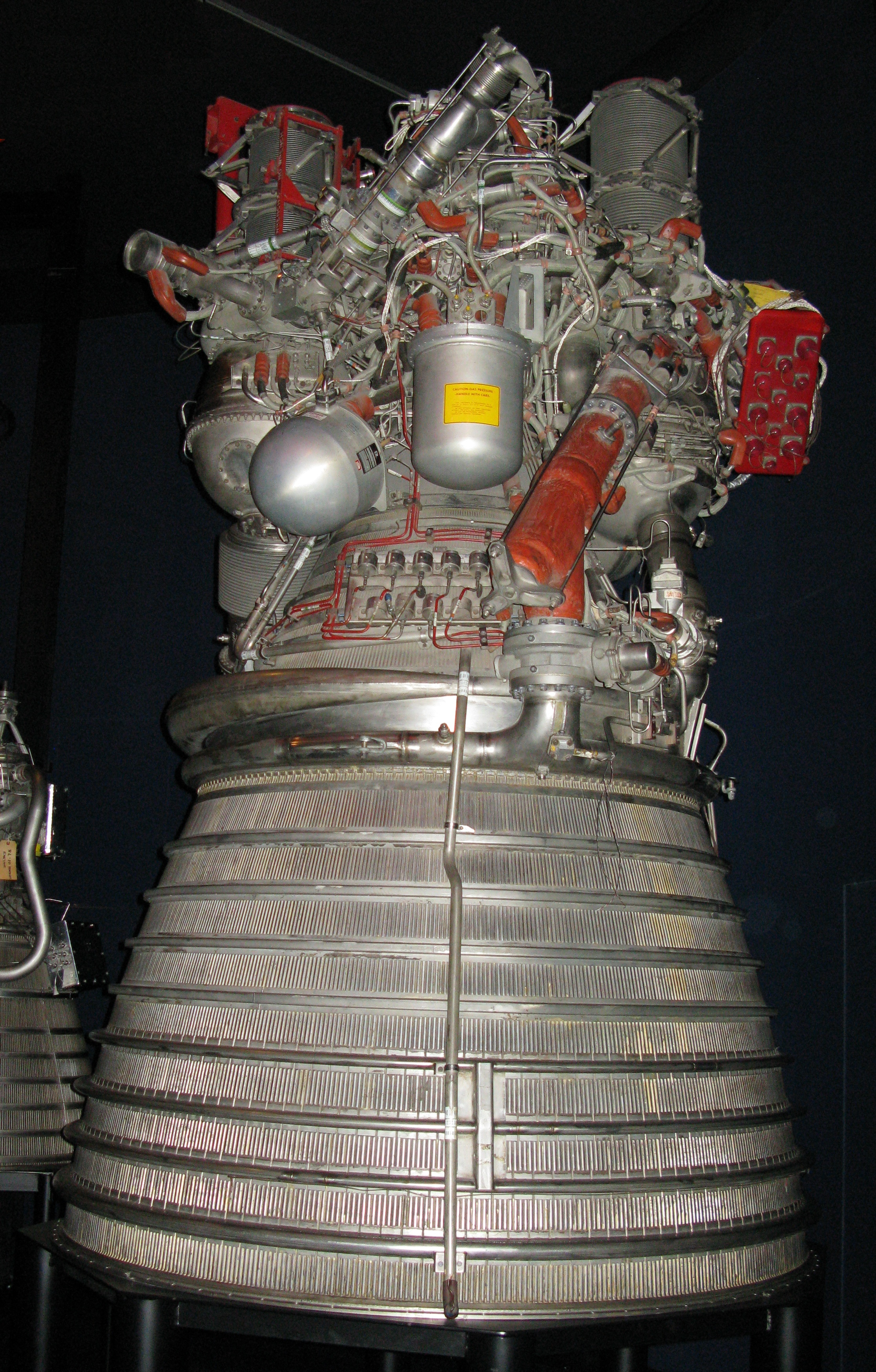
J-2エンジン

使用ロケット：S-IVB（サターンV 三段目およびサターンIB 二段目）で1基、S-II（サターンV 二段目）で5基

### J-2S
推力（真空中）：120トン（1179kN）

比推力（真空中）：436秒（秒速4,276m）

乾燥重量：1,467kg

装備重量：1,724kg

燃料/酸化剤：液体水素/液体酸素

製作：ロックウェル・インターナショナル/ロケットダイン社

### J-2X
推力（真空中）：133トン

比推力（真空中）：448秒

乾燥重量：2,469kg

燃料/酸化剤：液体水素/液体酸素

製作：プラット・アンド・ホイットニー/ロケットダイン社

使用される予定だったロケット：アレスI 上段で1基、アレスV 上段で1基

|                     | J-2                                                                                          | J-2S                                                       | J-2X                                          |
| ------------------- | -------------------------------------------------------------------------------------------- | ---------------------------------------------------------- | --------------------------------------------- |
| 推力(真空中):       | 1,033.1 kN (232,250 lbf)                                                                     | 1,138.5 kN (255,945 lbf)                                   | 1,310 kN (294,490 lbf)                        |
| 比推力(真空中):     | 421 秒                                                                                       | 436 秒                                                     | 448 秒                                        |
| 燃焼時間:           | 475 秒                                                                                       | 475 秒                                                     | 465 秒 (アレス I, 上段)                       |
| エンジンの乾燥重量: | 1,438 kg (3,170 lb).                                                                         | 1,400 kg (3,000 lb).                                       | 2,472 kg (5,450 lb).                          |
| 推進剤:             | 液体酸素 & 液体水素                                                                          | 液体酸素 & 液体水素                                        | 液体酸素 & 液体水素                           |
| 混合比:             | 5.50                                                                                         | 5.50                                                       | 5.50                                          |
| 燃焼圧力:           | 3.0 MPa                                                                                      | 3.0 MPa                                                    | -                                             |
| ノズル開口比:       | 28                                                                                           | 40                                                         | 80                                            |
| 直径:               | 2.01 m (6.60 ft).                                                                            | 2.01 m (6.60 ft).                                          | 3.05 m (10.00 ft).                            |
| 全長:               | 3.38 m (11.08 ft).                                                                           | 3.38 m (11.08 ft).                                         | 4.70 m (15.40 ft).                            |
| 推力重量比:         | 73.18.                                                                                       | 85.32                                                      | 55.04                                         |
| 製造会社:           | ロケットダイン                                                                               | ロケットダイン                                             | プラット&ホイットニー                         |
| 搭載機:             | サターン V / S-II 2段目 - 5基 サターン V / S-IVB 3段目 - 1基 サターン IB / S-IVB 2段目 - 1基 | サターン V / S-II 2段目 サターン V / S-IVB 3段目(換装計画) | アレスI 上段 - 1基 アレスV 上段 - 1基(検討中) |